# Nikon Coolpix S51c
Le Nikon Coolpix S51c est un appareil photographique numérique de type compact fabriqué par Nikon de la série de Nikon Coolpix.
Commercialisé en octobre 2007 (en même temps que le S51 sans la fonction Wi-Fi) au prix public de 299 €, le S51c est un appareil de forme ergonomique assurant une bonne prise de main, de dimensions réduites : 9,3 x 5,9 x 2,1 cm, d'une définition de 8,1 mégapixels et d'un zoom optique de 3x.
Sa principale caractéristique est sa fonction Wi-Fi intégrée qui permet le transfert en direct, au fur et à mesure qu'elles sont prises, les images vers un ordinateur ou une imprimante, grâce à la technologie sans fil. La présence d'un bouton « E‑mail photo » permet d'envoyer les images par courriel au monde entier depuis l'appareil photo.
Sa portée minimum de la mise au point est de 30 cm, ramenée à 4 cm en mode macro.
Il est équipé d'une fonction "AF Priorité visage" qui permet d'avoir des portraits d'une bonne luminosité puisque l'appareil détecte les visages et réalise la mise au point dessus.
Il possède également le système "D-lighting" développé par Nikon qui permet éclaircir les zones sous-exposées d'une image directement à partir de l'appareil, ainsi que le dispositif de stabilisation optique "VR" (Vibration Reduction) qui permet de supprimer le flou de bougé pendant l’enregistrement de clips vidéo ou d'image.
Son automatisme gère 15 modes Scène pré-programmés afin de faciliter les prises de vues (portrait, portrait de nuit, paysage, fête/Intérieur, plage/neige, coucher de soleil, feux d'artifice, nocturne, macro, musée, sport, aurore/crépuscule, reproduction, contre-jour, panorama assisté).

L’ajustement de l'exposition est automatique et permet également un mode manuel avec un ajustement dans une fourchette de ±2.0 par paliers de 0,33 EV.
La balance des blancs se fait de manière automatique, mais également semi-manuel avec des options pré-réglées.
La fonction "BSS" (Best Shot Selector) sélectionne parmi dix prises de vues successives, l'image la mieux exposée et l'enregistre automatiquement.
Sa fonction "Pictmotion" intégrée permet de visualiser un diaporama musical sur l'appareil photo ou la téléviseur en choisir un style et un extrait musical.
Son flash incorporé a une portée effective de 0,3 à 6 m en grand-angle et de 0,3 à 4 m en téléobjectif et dispose de la fonction atténuation des yeux rouges et d'un dispositif d'éclairage AF.
Il est fourni avec une station d'accueil PV-12 qui permet de communiquer avec des imprimantes équipées d'un port "EasyShare".
Son mode Rafale permet de prendre en continu 0,8 image par seconde.

## Caractéristiques
- Capteur CCD taille 1/2,5 pouce - 8,28 millions de pixels, effective : 8,1 millions de pixels
- Zoom optique : 3x, numérique: 4x
- Distance focale équivalence 35 mm : 38-114 mm
- Ouverture de l'objectif : F/3,3-F/4,2
- Vitesse d'obturation : 4 à 1/2000 seconde
- Sensibilité : auto 100 à 800 ISO et manuel:100 - 200 - 400 - 800 et 1600 ISO .
- Stockage : Secure Digital SD et MultiMedia Card - mémoire interne de 13 Mo
- Définition image maxi : 3264*2448 au format JPEG.
- Autres définitions : 3200×1800, 2592×1728, 2048×1536, 1024×768 et 640×480
- Définitions vidéo : 320×240 et 640×480 à 30 images par seconde, 640×480 à 10 images par seconde et 160×120 à 15 images par seconde au format Quicktime avec son.
- Connectique : docking station, USB 2.0, audio-vidéo composite, IEEE 802.11b/g
- Écran LCD de 3 pouces - matrice active TFT de 230 000 pixels
- Compatible PictBridge
- Batterie propriétaire rechargeable Lithium-ion type EN-EL8
- Poids : 125 g sans accessoires (batterie et carte mémoire)
- Finition : noir.